# Somba (peuple)
Pour les articles homonymes, voir Somba.

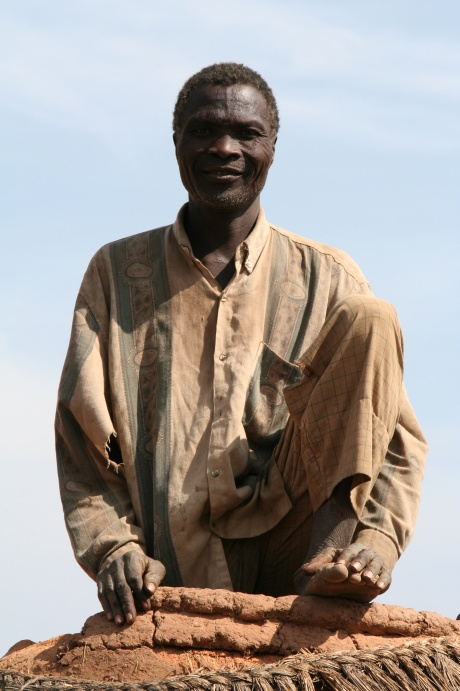
Somba du Bénin

Les Somba forment un ensemble de peuples établis dans la chaîne de l'Atacora, au nord-ouest du Bénin et au Togo. Ils comprennent plusieurs sous-groupes, dont les Bètiabè, les Batammariba et les Bèsorbè (Bénin), ainsi que les Tamberma (Togo).

## Ethnonymie
Selon les sources et le contexte, on observe de multiples variantes : Batammaliba, Batammariba, Batammaribe, Bètammaribè, Ditammari, Sombas, Tamba, Tamberma, Tammaliba, Tammari, – la dénomination d'un sous-groupe étant parfois considérée comme un synonyme de l'ensemble.

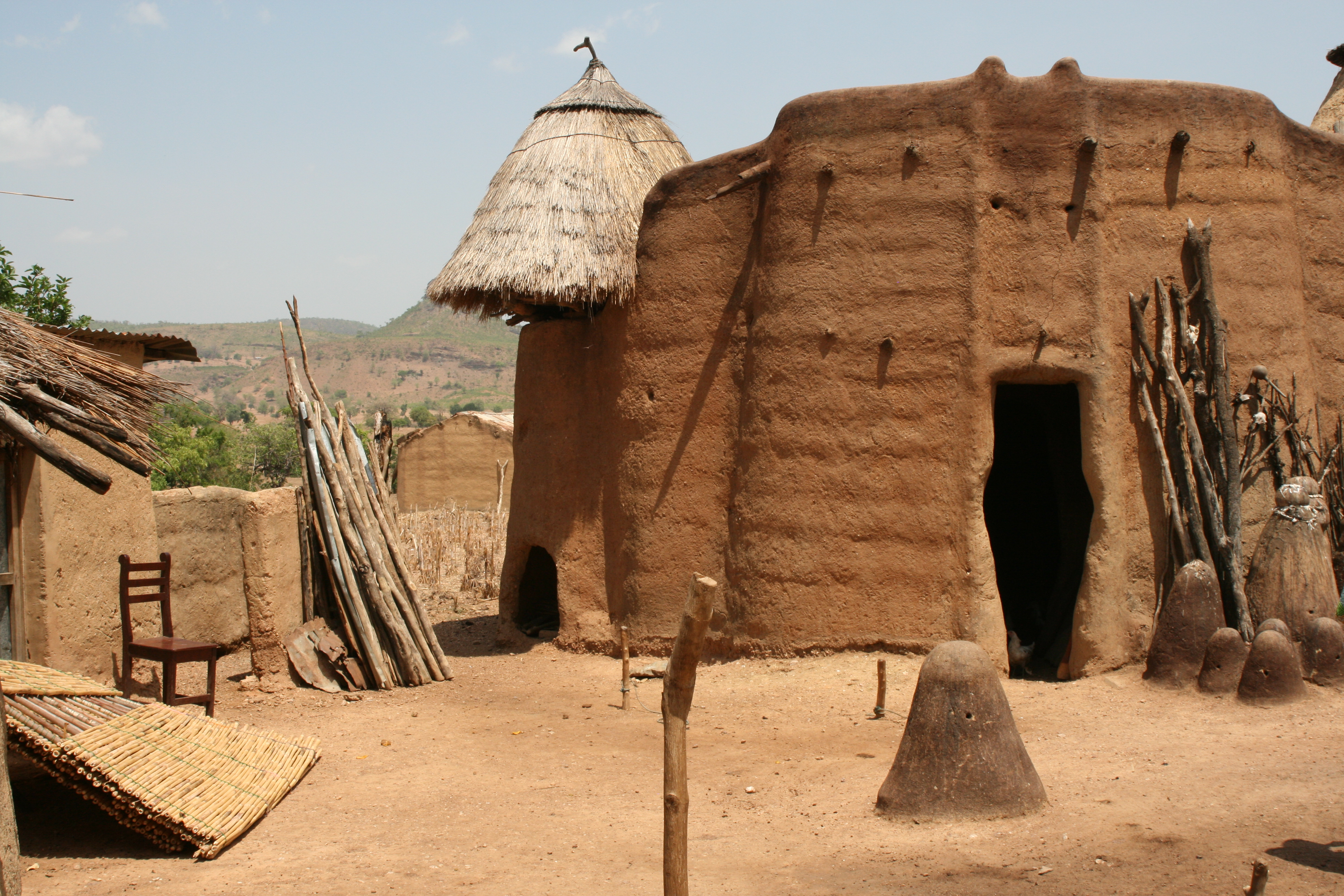
Tata somba dans le nord du Bénin

« Somba » est à l'origine une appellation péjorative donnée de l'extérieur, reprise par l'administration coloniale. Elle est aujourd'hui largement utilisée par les professionnels du tourisme qui valorisent le « tata somba ».
L'expression Somba désigne un peuple qui regroupe un ensemble de communautés, Waaba, Berba, Otammari, Natemba, Yendé, vivant essentiellement dans le nord-ouest du Bénin. Bèsoribè, Bètaabè, Bètchaabè… sont des clans des Bètammaribè (Natitingou) ou Batammaaba (Boukoumbé). Les Bètammaribè (pluriel de Otammari) constituent une communauté qu'on retrouve aussi au Togo (nord-est) sous l'appellation Tamberma. Ces différentes communautés du groupe gur sont toutes Sombas et ont leurs spécificités culturelles. Par exemple, les Waaba pratiquent l'excision et la circoncision des adultes alors que les autres ne le font pas ; les Bèsoribè, un clan des Bètammaribè, pratiquent la circoncision des adultes. Autre exemple, les Bètammaribè construisent le tata appelé en ditammari, langue des Bètammaribè Tètammètchiintè, la maison de Otammari et cultivent le fonio (surtout à Boukoumbé).

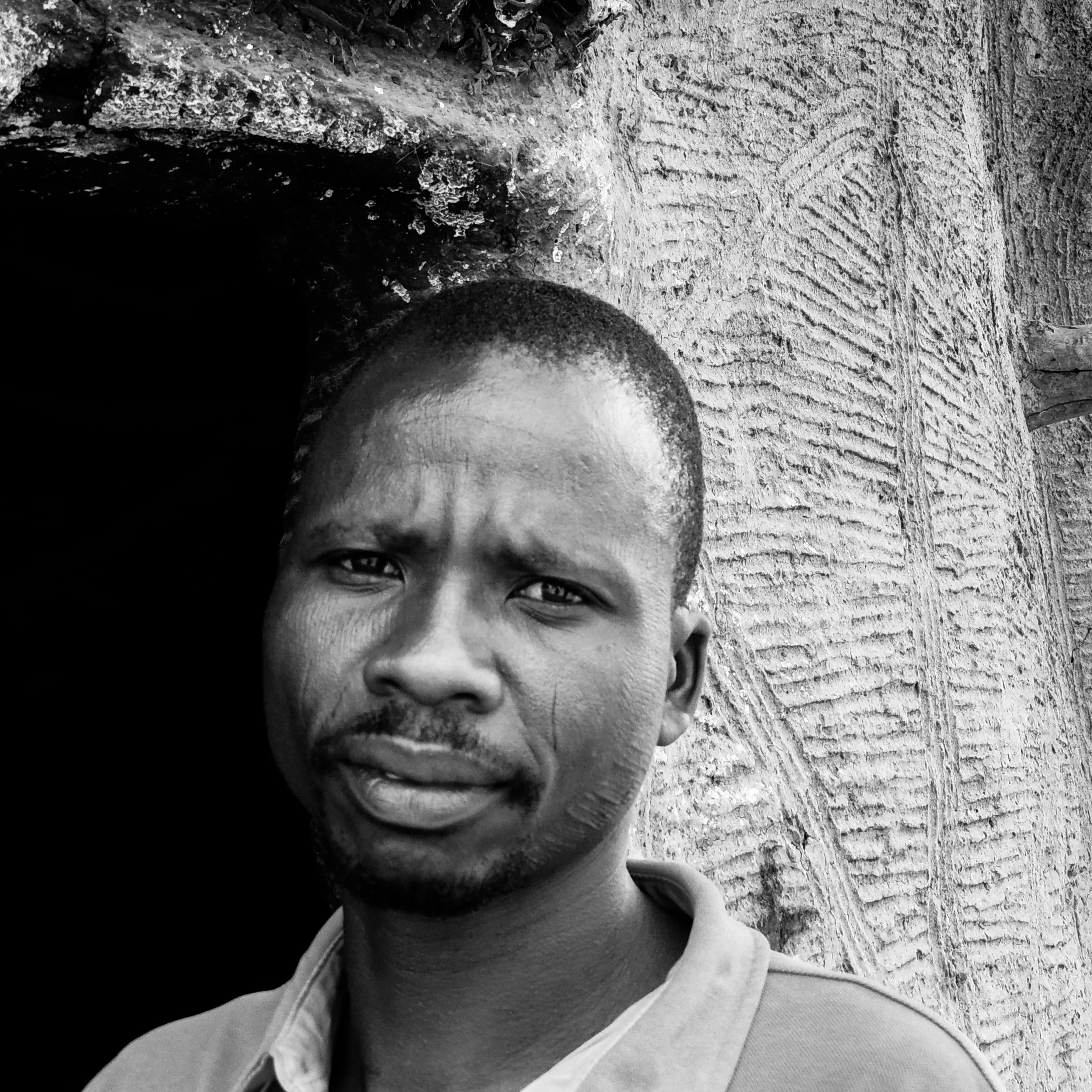
Scarification d'un homme Somba.

### Discographie
- Bénin : musique Bariba et Somba (Simha Arom, collecteur), Auvidis, Unesco, Paris, 1994, 43 min (CD + brochure)